# 佐藤正和 (アイスホッケー)
佐藤 正和（さとう まさかず、1976年9月23日 - ）は、北海道釧路市出身の元アイスホッケー選手。ポジションはフォワード。

## 経歴
釧路市立湖畔小学校、緑陵中学校、釧路緑ヶ岡高校を経て、日本製紙クレインズに入団。1995-1996シーズンから2003-2004シーズンまで所属した。この間1999年アイスホッケー世界選手権、2000年アイスホッケー世界選手権の日本代表に選出されるなど活躍した。
2004-2005シーズンからHC日光アイスバックスに移籍した。
2006-07シーズン終了後、戦力外通告を受けた。
2007-08シーズン翌シーズンから韓国の安養ハルラでプレーした。シーズン終了後、戦力外通告を受けた。
2008年10月にチャイナ・シャークスに移籍した。

## 人物
弟の匡史もアイスホッケー選手で2006年アイスホッケー世界選手権の日本代表に選出されている。

## 詳細情報

### 代表歴
- 1999年アイスホッケー世界選手権日本代表
- 2000年アイスホッケー世界選手権日本代表